# Трифенилметан
Трифенилметан (тритан) — углеводород, производное метана, в котором три из четырёх атомов водорода заменены фенильными радикалами. Радикалом трифенилметана ((C6H5)3C-) является тритил. Трифенилметановая группа также входит в состав трифенилметановых красителей.

## Физические и химические свойства
Трифенилметан представляет собой бесцветное твёрдое вещество, растворимое в неполярных органических жидкостях и нерастворимое в воде. Имеет две кристаллические модификации — лабильную (tпл=81 °C) и стабильную (tпл=94 °C)
pKa водорода при метановом атоме углерода составляет около 31, таким образом трифенилметан является более сильной CH-кислотой, чем большинство углеводородов, поскольку анион стабилизируется делокализацией заряда на трёх фенильных кольцах.
Трифенилметан реагирует с натрием и калием в среде жидкого аммиака:
{\displaystyle {\mathsf {2Ph_{3}CH+2Na\rightarrow 2Ph_{3}CNa+H_{2}}}}
Трифенилметилнатрий может быть также получен из тритилхлорида и натрия, и широко применялся в органическом синтезе до популяризации бутиллития.
Трифенилметиланион окрашен в интенсивный красный цвет. Он может быть получен растворением трифенилметана в водных растворах щелочей и способен окисляться до трифенилметильного радикала при действии окислителей (AgNO3, KMnO4, K3[Fe(CN)6].

## Методы синтеза
- По реакции Фриделя-Крафтса из хлороформа и бензола в присутствии хлорида алюминия:

{\displaystyle {\mathsf {3C_{6}H_{6}+CHCl_{3}{\xrightarrow[{}]{AlCl_{3}}}(C_{6}H_{5})_{3}CH+3HCl}}}
- Из тетрахлорметана и бензола в присутствии хлорида алюминия с последующим разложением аддукта разбавленной соляной кислотой[4].:

{\displaystyle {\mathsf {3C_{6}H_{6}+CCl_{4}+AlCl_{3}\rightarrow (C_{6}H_{5})_{3}CCl\cdot AlCl_{3}}}}
{\displaystyle {\mathsf {(C_{6}H_{5})_{3}CCl\cdot AlCl_{3}{\xrightarrow[{}]{HCl}}(C_{6}H_{5})_{3}CH}}}
- Из бензилиденхлорида[англ.] и бензола в присутствии хлорида алюминия (бензилиденхлорид получается в результате реакции бензальдегида и хлорида фосфора(V))

## Трифенилметановые красители
К трифенилметановым красителям относятся бромкрезоловый зелёный:
или малахитовый зелёный: